# Concerto Adélaïde

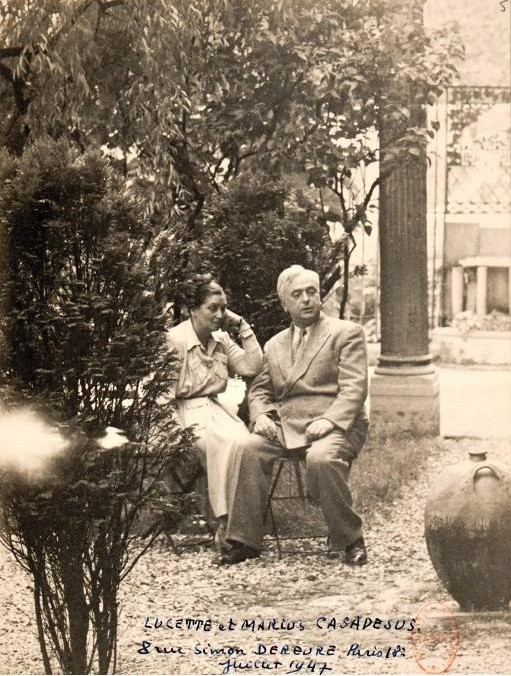
Lucette & Marius Casadesus

Le Concerto Adélaïde est le nom d'un concerto pour violon en ré majeur attribué à Wolfgang Amadeus Mozart. Il a reçu d'abord le numéro K. Anh. 294a dans la troisième édition du catalogue Kochel des œuvres de Mozart. Inconnu jusqu'au XXe siècle, ce concerto a été reconnu plus tard comme un faux composé par Marius Casadesus. Il a reçu alors un nouveau numéro dans la sixième édition du catalogue Kochel, K. Anh.C 14.05, dans l'annexe C prévue pour recenser les œuvres attribuées à un moment à Mozart ou qui sont d'attribution douteuse.
D'abord publié en 1933 dans une version pour violon et piano, le concerto selon les dire de Casadesus, a été arrangé à partir d'une partition manuscrite de Mozart composée lorsqu'il avait dix ans. La première page portait une dédicace à Madame Adélaïde de France, fille aînée du roi Louis XV. Ce prétendu manuscrit n'a jamais pu être consulté par les musicologues tels Alfred Einstein ou Friedrich Blume. Casadesus a décrit le document, selon Blume, comme « un manuscrit autographe avec deux portées. La portée supérieure contenait la partie solo de violon et la portée inférieure contenait la basse. Pied-de-nez supplémentaire pour ceux qui ont été dupés par cette imposture, Casadesus a déclaré que « la portée supérieure est écrite en ré, et l'inférieure en mi »! Étant donné que le violon n'est pas un instrument transpositeur, il n'y avait aucune raison technique évidente pour que la portée supérieure soit écrite dans une clé différente de la portée inférieure, surtout pour ce qui ressemble plus à une partition brève qu'à d'une partition complète.
Malgré l'absence de preuves, Blume a bien accepté l'attribution du concerto, alors qu'Einstein de son côté est resté sceptique. Ce dernier le considérait comme une mystification de Fritz Kreisler, le célèbre violoniste, qui avait écrit plusieurs morceaux dans le style de compositeurs célèbres tels que Gaetano Pugnani, Giuseppe Tartini, et Antonio Vivaldi, morceaux qu'il avait fait passer pour des compositions de ces maîtres anciens.
De nombreuses autres personnes ont exprimé des doutes semblables, mais c'est seulement en 1977 à cause d'un conflit de droit d'auteur que Casadesus a admis sa qualité d'auteur de cette prétendue œuvre de « Mozart ».
Le « Concerto Adélaïde » est parfois à tort attribué à Henri Casadesus, frère de Marius, peut-être en raison des nombreuses autres fausses pièces de musique que lui et d'autres membres de la famille Casadesus ont composées sous les noms de Johann Christian Bach, George Frédéric Haendel, et d'autres compositeurs.

## Structure
Le concerto a trois mouvements:
1. Allegro
2. Adagio
3. Allegro

## Sources
- (en) Cet article est partiellement ou en totalité issu de l’article de Wikipédia en anglais intitulé « Adélaïde Concerto » (voir la liste des auteurs).